# 瓦拉萨拉瓦卡姆
瓦拉萨拉瓦卡姆（Valasaravakkam），是印度泰米尔纳德邦Thiruvallur县的一个城镇。总人口30265（2001年）。

## 人口
该地2001年总人口30265人，其中男性15642人，女性14623人；0—6岁人口2463人，其中男1251人，女1212人；识字率88.74%，其中男性为90.12%，女性为87.26%。